# Нурпеисов, Советхан Сейткалиевич
Советхан Сейткалиевич Нурпеисов (каз. Советхан Сейітқалиұлы Нұрпейісов; род. 20 июля 1936, Георгиевка, КазАССР) — советский и казахстанский хозяйственный, партийный и государственный деятель.

## Биография
Советхан Сейткалиевич Нурпеисов родился 20 июля 1936 года в с. Георгиевка Жарминского района Семипалатинской области.
В 1960 году окончил энергетический факультет Среднеазиатского политехнического института (г. Ташкент) по специальности «Электрические
сети, системы и станции» и получил квалификацию инженера-электрика.
В 1960—1967 годах работал начальником цеха по ремонту оборудования группы подстанций высоковольтного сетевого района Семипалатинского управления электрических сетей РЭУ «Алтайэнерго».
С 1967 по 1970 год Советхан Нурпеисов занимал должности начальника релейной службы, автоматики и телемеханики Алма-Атинского управления электрических сетей РЭУ «Алма-Атаэнерго», главного специалиста по эксплуатации электрических сетей Главэнерго Министерства энергетики Казахской ССР.
В 1970 году по решению ЦК Коммунистической партии Казахстана Нурпеисов С. С. был направлен в Талды-Курган на строительство завода свинцовых аккумуляторов, который рассматривался как один из флагманов экономики города, директивная стройка XXIV съезда КПСС. Строительство курировалось министерством электротехнической промышленности СССР. После успешного завершения строительства С. С. Нурпеисов был назначен директором построенного завода. Оставаясь директором завода до 1979 года, вывел завод на проектную мощность в 1,4 миллиона стартёрных аккумуляторов в год. На заводе работало около 1800 человек различных специальностей.
В июне 1979 года Советхан Нурпеисов был избран первым секретарём городского комитета КПК. Это была первая должность в партийном руководстве страны, которую занимал Советхан Сейткалиевич. Следующей ступенью стала должность второго секретаря областной партийной организации, которую Нурпеисов занимал в 1983-87 годах в Целинограде.
В 1987—1989 годах является секретарём Президиума Верховного Совета Казахской ССР.
А с 1989 года — заместитель министра энергетики Казахской ССР (а впоследствии — Казахстана).
С 1995 года — представитель Министерства энергетики и угольной промышленности Казахстана в Электроэнергетическом совете СНГ, вице-президент АО КЕGOC.
Нурпеисов С. С. дважды избирался депутатом Верховного Совета Казахской ССР (1980—1990 гг.).
Советхан Сейткалиевич награждён орденом Трудового Красного Знамени, Почётной грамотой Президиума Верховного Совета Казахской ССР, медалями, знаками «Заслуженный энергетик» СНГ и РК. Почётный гражданин города Талдыкорган.
С 2008 года Советхан Сейткаливеч возглавляет Совет ветеранов-энергетиков Казахстанской Электроэнергетической Ассоциации